# Autophila asiatica
Autophila asiatica là một loài bướm đêm trong họ Erebidae.